# Staat van zijn
Staat van zijn is een beeldengroep in landelijk Amsterdam-Noord.
De vijf plastieken staan aan de Durgerdammerdijk in Durgerdam. De genoemde dijk heeft voor de adresvoering een uitstulping naar de Kerk van Durgerdam en sportvelden beneden aan de dijk. De beeldengroep staat voor de kerk tussen planten, struiken en bomen.
Kunstenares Wendy Ernst ontwierp de beeldengroep rond 2000. Zij werkt het liefst met cement, beton of keramiek; het zou haar in staat stellen om de "menselijke maat" te houden. Zelf gaf ze aan dat in de gegoten modellen de massa en vorm van het gebruikte materiaal net zo belangrijk is, als het weggelaten deel. Om het gehele beeld te krijgen, moet men door de holtes kijken. Staat van zijn geeft de geestelijke processen weer.